# Triumph Sprint 900
Triumph Sprint 900 je sportovně cestovní motocykl, vyvinutý firmou Triumph, vyráběný v letech 1993–1998.

## Historie
Nástupcem se v roce 1998 stal Triumph Sprint 955 ST. Dalším pokračovatelem se stal Triumph Sprint ST 1050.

## Technické parametry
- Rám: páteřový z lehkých slitin
- Suchá hmotnost: 215 kg
- Pohotovostní hmotnost:
- Maximální rychlost: 225 km/h
- Spotřeba paliva: